# El amor vuelve a casa
El amor vuelve a casa (en hangul, 가족X멜로; romanización revisada, Gajok X mello; literalmente, «Familia y melodrama») es una serie de televisión surcoreana escrita por Kim Young-yoon, dirigida por Kim Da-ye, y protagonizada por Ji Jin-hee, Kim Ji-soo, Son Na-eun y Choi Min-ho. Se emitió por el canal JTBC desde el 10 de agosto hasta el 15 de septiembre de 2024, en horario de sábados y domingos a las 22:30 (hora local coreana). También está disponible en la plataforma Netflix en algunas regiones del mundo.

## Sinopsis
Byun Moo-jin perdió todos sus bienes debido a una serie de fracasos comerciales, y su mujer Geum Ae-yeon, exasperada, obtuvo el divorcio diciéndole que no volvieran a verse nunca más. Durante once años ella ha tratado de salir adelante con enormes dificultades y la inestimable ayuda de su hija mayor, Mi-rae. De repente, él reaparece como el millonario dueño del edificio donde viven Ae-yeon y Mi-rae, dispuesto a recuperar el amor de su exmujer. Para ello recurre a toda clase de trucos, como el de ganarse el favor de los demás inquiilinos condonando los alquileres. Para Mi-rae, cuyo odio por su padre creció cuanto más trabajaba su madre Ae-yeon para reconstruir su familia rota, la vuelta de aquel cae como un rayo en un cielo sereno. Mi-rae se siente desplazada del lado de su madre y de su posición como cabeza efectiva de familia. Empieza así una batalla entre ambos para ganarse a Ae-yeon.
En paralelo, se desarrolla la historia entre Mi-rae y Tae-pyung, un vigilante del supermercado donde ella trabaja que oculta su condición de heredero de la familia propietaria de aquel. Así puede estar cerca de Mi-rae, a la que ayuda en cualquier circunstancia. Mi-rae y Tae-pyung acaban descubriendo los secretos de cada uno, los protegen y se convierten en un refugio para el otro.

## Reparto

### Principal
- Ji Jin-hee como Byun Moo-jin, fracasó en su vida profesional y se divorció hace once años. Ahora vuelve como un rico propietario que no ha olvidado a su amada exmujer.[4][5][6]
- Kim Ji-soo como Geum Ae-yeon, después de divorciarse de Moo-jin, abrió un restaurante de sopa y arroz y pasó por todo tipo de dificultades y peligros para criar a sus dos hijos y vivir una vida pacífica y estable, algo que logró gracias a la ayuda de su hija Mi-rae.[7][8][9]
- Son Na-eun como Byun Mi-rae, hija de Moo-jin y Ae-yeon, hermana mayor de Hyun-jae. Cuando su padre destruyó la casa donde vivía su familia para hacer negocios, Mi-rae decidió dedicar todo lo que tenía a reconstruir la vida cotidiana de su familia; se convirtió en directora del equipo de alimentación en un gran supermercado, J Plus Mart, y asumió las responsabilidades de un cabeza de familia.[10][11][12]
- Choi Min-ho como Nam Tae-pyung, hijo del presidente del supermercado J Plus Mart y exmiembro del equipo nacional de taekwondo, ahora oculta su identidad y trabaja como guardia de seguridad en el supermercado. Mantiene una compleja relación con su padre.[4][11][12]
- Yoon San-ha como Byun Hyun-jae, hijo de Moo-jin y Ae-yeon. Joven e irresponsable, es reconocido como una carga para la familia. A diferencia de su hermana, que es indiferente, él es el único que apoya el regreso de su padre y la reconciliación con su madre.[13][14]

### Secundario
- Jung Woong-in como Nam Chi-yeol, director ejecutivo de J Plus Mart, padre presunto de Tae-pyung, en realidad su hermanastro.[15][16]
- Kim Young-jae como Oh Jae-geol, contador fiscal, amigo de Moo-jin al que ayuda con los impuestos.[17][18]

#### Gente del edificio
- Yang Jo-ah como Ahn Jung-in (apartamento 301), directora del departamento de belleza de Fiancée Salon; amiga íntima de Ae-yeon.[19][20]
- Jung Seok-yong como Jang Choon-shik (apartamento 201), ha dirigido la ferretería Jang Metal Store en el mismo lugar durante más de treinta años.[15][16]
- Hwang Jung-min como Hwang Jin-hee (apartamento 201), la esposa de Choon-shik, que siempre presumen de sus uñas decoradas.[15][21]
- Cho Seo-yoon como Jang Eun-woo (apartamento 201), nieto de Choon-sik y Jin-hee.[16]
- Kim Do-hyun como Lee Jung-hyuk (apartamento 202), un amo de casa prepara huesos de res que hirvió durante cuarenta horas para su esposa, que va a trabajar. Era un funcionario común y corriente, pero tras dejar su trabajo se convierte en un escritor de una novela web de misterio mientras observa lo que sucede en el edificio donde vive.[21]
- Hwang Bo-ra como Yoo Se-ri (apartamento 202), esposa de Jung-hyuk, es la dueña de un negocio de decoración de uñas que opera dentro de la tienda de Fiancée Salon.[16][22]
- Lee Kyo-yeop como Kang Nam (apartamento 101), que dirige un bar llamado Gangnam Hope en el barrio. Tiene un amor no correspondido por Jung-in.[15][23]
- Kim Ki-cheon como Choi Dong-jin (semisótano n.º1), un anciano que vive solo.[15]

#### Otros
- Park Chul-min como Park Byung-hoon, el jefe de la gestión deshonesta de J Plus Mart.[15]
- Lee Da-hye como Shin Na-ra, empleada del supermercado J Plus Mart en su primer año de empleo y júnior de Mi-rae.[24]
- Kang Ae-shim como la propietaria de la fábrica JPlus.
- Gong Sang-ah como Lee Ji-young.
- Shin Yong-seok como Cho Hak-seung, amigo y compañero de Tae-pyung, instructor de taekwondo.[25]
- Cho Han-kyul como Son Hyung-ki.

### Apariciones especiales
- Choi Daniel como Kwon O-hyun, el exnovio de Mi-rae (episodios 1-2).[26][27]
- Kang Mal-geum como la hija del propietario (episodio 1).[28]
- Seo Yi-sook como la presidenta Seo, origen de la fortuna de Moo-jin.[29]

## Producción
La serie consta de doce episodios, ha sido escrita por Kim Young-yoon y dirigida por Kim Dae-ye, que trabajó como productor de My ID is Gangnam Beauty y Beautiful World (JTBC, 2018 y 2019 respectivamente).
El 16 de junio de 2023 las agencias de Kim Ji-soo y Ji Jin-hee anunciaron que ambos estaban evaluando la propuesta de aparecer en la serie. Un anuncio análogo provino el mismo día de las agencias de Son Na-eun y Choi Min-ho.
El primer avance de la serie se hizo público el 9 de julio de 2024. El 11 de julio el equipo de producción lanzó un primer cartel. El 17 de julio se difundieron imágenes de la primera lectura del guion, que había tenido lugar en septiembre de 2023, y al día siguiente se desveló el cartel principal. El 25 de julio se difundieron tres carteles de parejas con las distintas relaciones entre los protagonistas.

## Audiencia
| Temporada | Temporada | Episodio número | Episodio número | Episodio número | Episodio número | Episodio número | Episodio número | Episodio número | Episodio número | Episodio número | Episodio número | Episodio número | Episodio número | Promedio |
| Temporada | Temporada | 1               | 2               | 3               | 4               | 5               | 6               | 7               | 8               | 9               | 10              | 11              | 12              | Promedio |
| --------- | --------- | --------------- | --------------- | --------------- | --------------- | --------------- | --------------- | --------------- | --------------- | --------------- | --------------- | --------------- | --------------- | -------- |
|           | 1         | 1049            | 1210            | 952             | 1250            | 763             | 1246            | 763             | 970             | 663             | 1010            | 694             | 969             | 962      |

| Episodio | Fecha de emisión         | Índices de audiencia (Nielsen Korea) | Índices de audiencia (Nielsen Korea) |
| Episodio | Fecha de emisión         | Nacional                             | Seúl                                 |
| --- | ------------------------ | ------------------------------------ | ------------------------------------ |
| 1 | 10 de agosto de 2024     | 4,786 % (1.ª)                        | 4,495 % (1.ª)                        |
| 2 | 11 de agosto de 2024     | 5,176 % (1.ª)                        | 5,013 % (1.ª)                        |
| 3 | 17 de agosto de 2024     | 3,902 % (1.ª)                        | 3,963 % (1.ª)                        |
| 4 | 18 de agosto de 2024     | 5,326 % (1.ª)                        | 5,365 % (1.ª)                        |
| 5 | 24 de agosto de 2024     | 3,181 % (1.ª)                        | 3,072 % (1.ª)                        |
| 6 | 25 de agosto de 2024     | 5,186 % (1.ª)                        | 5,455 % (1.ª)                        |
| 7 | 31 de agosto de 2024     | 3,345 % (1.ª)                        | 3,147 % (1.ª)                        |
| 8 | 1 de septiembre de 2024  | 4,213 % (1.ª)                        | 4,122 % (1.ª)                        |
| 9 | 7 de septiembre de 2024  | 2,705 % (1.ª)                        | 2,361 % (1.ª)                        |
| 10 | 8 de septiembre de 2024  | 4,072 % (1.ª)                        | 3,738 % (1.ª)                        |
| 11 | 14 de septiembre de 2024 | 3,186 % (1.ª)                        | 3,017 % (1.ª)                        |
| 12 | 15 de septiembre de 2024 | 4,229 % (1.ª)                        | 4,327 % (1.ª)                        |
| Promedio | Promedio                 | 4,109 %                              | 4,006 %                              |
| - En la tabla superior, los números azules representan las calificaciones más bajas y los números rojos representan las más altas. - Esta serie se transmite en un canal de cable o de televisión de pago, canales que normalmente tienen una audiencia menor respecto a las emisoras de televisión públicas y gratuitas (KBS, SBS, MBC y EBS). |                          |                                      |                                      |